# Leia bisetosa
Leia bisetosa är en tvåvingeart som beskrevs av Edwards 1928. Leia bisetosa ingår i släktet Leia och familjen svampmyggor. Inga underarter finns listade i Catalogue of Life.